# Zbudská Belá
Zbudská Belá es un municipio del distrito de Medzilaborce en la región de Prešov, Eslovaquia, con una población estimada a final del año 2024 de 114 habitantes.
Se encuentra ubicado al noreste de la región, cerca del río Laborec (cuenca hidrográfica del río Tisza) y de la frontera con Polonia.

## Demografía
| Año        | 1994 | 2004     | 2014    | 2024    |
| ---------- | ---- | -------- | ------- | ------- |
| Población  | 179  | 130      | 126     | 114     |
| Diferencia |      | −27,37 % | −3,07 % | −9,52 % |

| Año        | 2023 | 2024    |
| ---------- | ---- | ------- |
| Población  | 116  | 114     |
| Diferencia |      | −1,72 % |